# Chiesa dei Santi Filippo e Giacomo Apostoli (Ferrara)
La chiesa dei Santi Filippo e Giacomo Apostoli è la parrocchiale di Porotto, frazione del comune di Ferrara. Rientra nel vicariato di San Maurelio dell'arcidiocesi di Ferrara-Comacchio e risale all'XI secolo.

## Storia

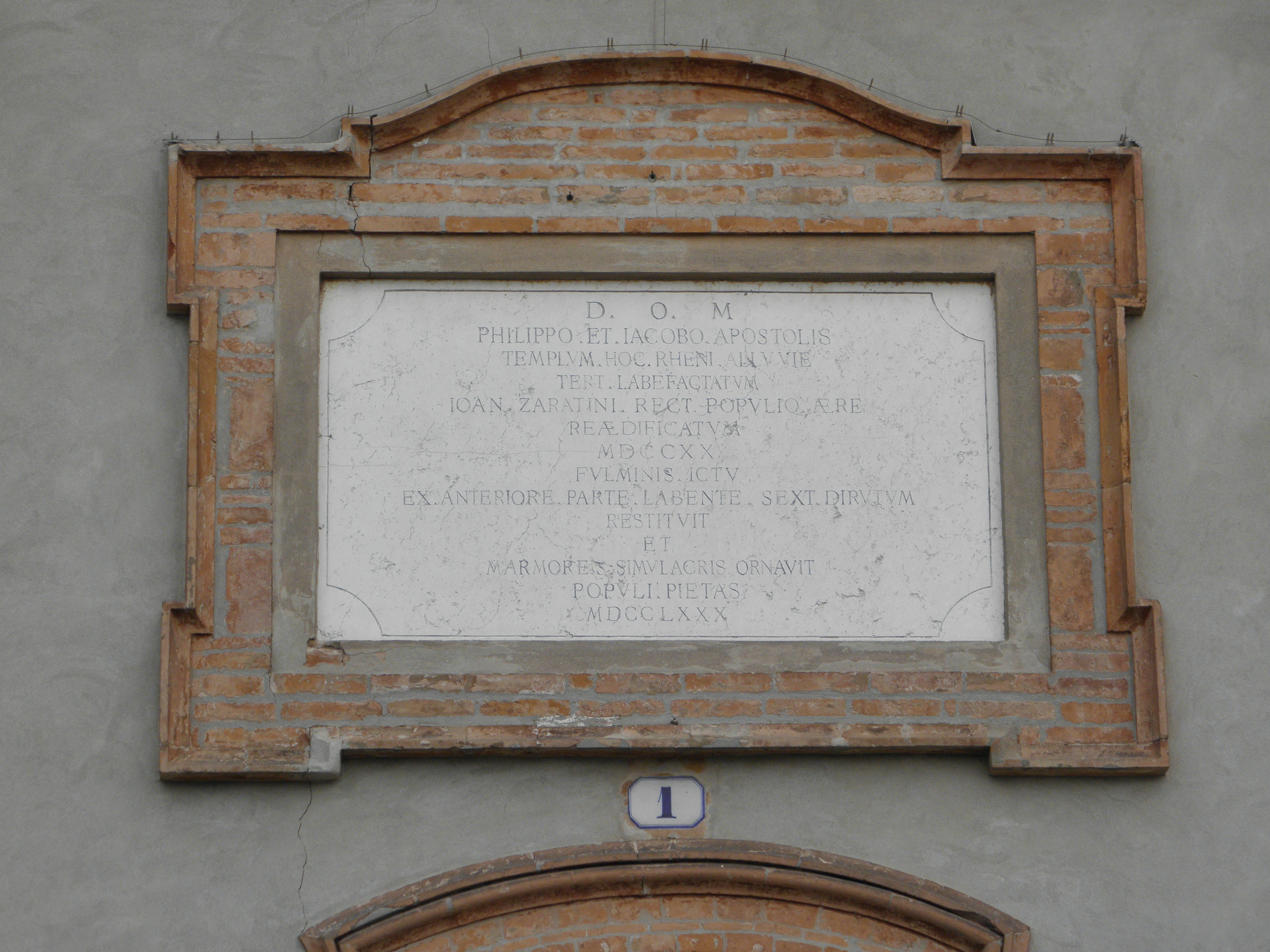
Epigrafe sul portale della facciata

A Porotto esisteva una chiesa sin dall'XI secolo. L'edificio venne ricostruito nel 1587 ma il secolo successivo, nel 1656, crollò in seguito ad una rotta del Po. In tale occasione tutto il territorio venne devastato e gli abitanti dovettero trasferirsi nei paesi vicini di Cassana e Mizzana.
Tra il 1720 ed il 1727, dopo interventi di scavo e di adattamento delle terre che erano state sommerse e che portarono a notevoli modifiche ambientali con la bonifica delle parti invase dall'acqua, venne edificato un nuovo luogo di culto, e come sito venne scelto il vecchio alveo fluviale che in precedenza immetteva il Reno nel Po.
Grossi danni si ebbero nel 2012, quando il terremoto colpì vaste aree della provincia di Ferrara e di alcune vicine.

## Descrizione
Il tempio si trova  al centro della frazione di Porotto, ad ovest dell'abitato di Ferrara. La facciata a salienti in stile meoclassico è conclusa dal frontone con timpano.